# Місцеві вибори у Дніпропетровській області 2020
Місцеві вибори в Дніпропетровській області 2020 — вибори депутатів Дніпропетровської обласної ради, районних рад, міських, селищних. сільських голів та рад громад, які відбулися 25 жовтня 2020 року в рамках проведення місцевих виборів у всій країні.
Вибори відбулися за пропорційною системою та відкритими списками із кандидатами (від 5 до 12) закріпленими за 14 виборчими округами. Для проходження до ради партія повинна була набрати не менше 5% голосів.

## Дніпропетровська обласна рада
За результатами виборів до Дніпропетровської обласної ради пройшли депутати від 7 політичних партій:
| Місце | Партія                                | % голосів | Кількість голосів | Усього місць |
| ----- | ------------------------------------- | --------- | ----------------- | ------------ |
| 1     | Слуга народу                          | 22,92 %   | 177 428           | 30 / 120     |
| 2     | Опозиційна платформа — За життя       | 20,31 %   | 156 796           | 27 / 120     |
| 3     | Пропозиція                            | 12,62 %   | 97 083            | 17 / 120     |
| 4     | Блок Вілкула «Українська Перспектива» | 11,82 %   | 91 585            | 16 / 120     |
| 5     | Європейська Солідарність              | 9,06 %    | 69 819            | 13 / 120     |
| 6     | Громадська сила                       | 5,95 %    | 45 787            | 9 / 120      |
| 7     | ВО «Батьківщина»                      | 5,12 %    | 39 592            | 8 / 120      |

## Вибори міського голови

### Кривий Ріг
I тур
Юрій Вілкул зняв свою кандидатуру, в результаті другого туру виборів мером став Костянтин Павлов.
| Кандидат                                                 | %       | Голосів |
| -------------------------------------------------------- | ------- | ------- |
| 1. Юрій Вілкул («Блок Вілкула „Українська перспектива“») | 44,96 % | 80 655  |
| 2. Дмитро Шевчик («Слуга народу»)                        | 25,94 % | 45 213  |
| 3. Костянтин Павлов («ОПЗЖ»)                             | 9,15 %  | 15 941  |
| 4. Юрій Милобог («Сила людей»)                           | 6,32 %  | 11 019  |
| 5. Павло Сухоцький                                       | 3,78 %  | 6 589   |

II тур
| Кандидат                          | %       | Голосів |
| --------------------------------- | ------- | ------- |
| 1. Костянтин Павлов («ОПЗЖ»)      | 56,97 % | 97 591  |
| 2. Дмитро Шевчик («Слуга народу») | 40,49 % | 69 369  |

### Павлоград
I тур
| Кандидат                                                   | %       | Голосів |
| ---------------------------------------------------------- | ------- | ------- |
| 1. Анатолій Вершина                                        | 57,97 % | 15 584  |
| 2. Сергій Рублевський («Слуга народу»)                     | 11,97 % | 3 218   |
| 3. Олександр Батуринець («Пропозиція»)                     | 9,76 %  | 2 626   |
| 4. Тетяна Дацько («Блок Вілкула „Українська перспектива“») | 7,81 %  | 2 101   |

### Нікополь
I тур
| Кандидат                           | %       | Голосів |
| ---------------------------------- | ------- | ------- |
| 1. Олександр Саюк («За майбутнє»)  | 21,86 % | 6 993   |
| 2. Руслан Олійник («Слуга народу») | 17,85 % | 5 710   |
| 3. Михайло Донець («ОПЗЖ»)         | 11,88 % | 3 800   |
| 4. Сергій Старун («Пропозиція»)    | 8,95 %  | 2 863   |

II тур
| Кандидат                           | %       | Голосів |
| ---------------------------------- | ------- | ------- |
| 1. Олександр Саюк («За майбутнє»)  | 54,64 % | 12 533  |
| 2. Руслан Олійник («Слуга народу») | 42,01 % | 9 637   |

### Кам'янське
I тур
| Кандидат                              | %       | Голосів |
| ------------------------------------- | ------- | ------- |
| 1. Андрій Білоусов («Бджола»)         | 67,27 % | 38 551  |
| 2. Максим Голосний (ВО «Батьківщина») | 9,80 %  | 5 619   |
| 3. Дмитро Шабля («Слуга народу»)      | 8,08 %  | 4 633   |
| 4. Андрій Іванченко («Сила людей»)    | 3,95 %  | 2 265   |
| 5. Олександр Дубінін («За майбутнє»)  | 3,86 %  | 2 213   |